# Anthus melindae
Anthus melindae là một loài chim trong họ Motacillidae.